# Lazise
Lazise là một đô thị ở tỉnh Verona trong vùng Veneto của Ý, có cự ly khoảng 120 km về phía tây của Venice và khoảng 20 km về phía tây bắc của Verona. Tại thời điểm ngày 31 tháng 12 năm 2004, đô thị này có dân số 6.213 người và diện tích là 65 km².
Đô thị Lazise có các frazioni (đơn vị trực thuộc, chủ yếu là các làng) Colà and Pacengo.
Lazise giáp các đô thị: Bardolino, Bussolengo, Castelnuovo del Garda, Padenghe sul Garda, Pastrengovà Sirmione.